# Nill Marcondes
Nill Marcondes (Goiânia, 6 de março de 1972) é um ator brasileiro. Ficou marcado por seu personagem Jamanta na série Turma do Gueto da RecordTV, mas já fez inúmeros papéis na TV e no cinema.

## Carreira

### Televisão
| Ano  | Título                        | Personagem          | Nota                          | Emissora              |
| ---- | ----------------------------- | ------------------- | ----------------------------- | --------------------- |
| 1996 | Xica da Silva                 | Mambenfe            |                               | Rede Manchete         |
| 1997 | Mandacaru                     | Meia-Noite          |                               | Rede Manchete         |
| 1998 | Brida                         | Caio                |                               | Rede Manchete         |
| 1999 | Força de um Desejo            | Zelito              |                               | Rede Globo            |
| 2000 | Vidas Cruzadas                | Léo Santiago        |                               | Record TV             |
| 2003 | Turma do Gueto                | Jamanta             |                               | Record TV             |
| 2004 | Metamorphoses                 | Jamanta             |                               | Record TV             |
| 2004 | Como uma Onda                 | Samuca              |                               | Rede Globo            |
| 2005 | Domingo Espetacular           | Repórter            |                               | Record TV             |
| 2006 | Vidas Opostas                 | Hermenegildo Torres |                               | Record TV             |
| 2008 | Os Mutantes                   | Breno               |                               | Record TV             |
| 2009 | Poder Paralelo                | Felício Nogueira    |                               | Record TV             |
| 2010 | Balada, Baladão               | Peralta             | Especial de fim de ano        | Record TV             |
| 2011 | Vidas em Jogo                 | Vinícius Rocha      |                               | Record TV             |
| 2012 | Balacobaco                    | Darley              |                               | Record TV             |
| 2014 | Plano Alto                    | Álcio Cunha         |                               | Record TV             |
| 2016 | Escrava Mãe                   | Tito                |                               | Record TV             |
| 2020 | A Divisão                     | Cosme               |                               | Globoplay             |
| 2020 | Auto Posto                    | Mestre              |                               | Comedy Central Brasil |
| 2022 | Sob Pressão                   | Valmir              | Episódio: "3"                 | Globoplay             |
| 2023 | O Rei da TV                   | Capitão Siqueira    |                               | Star+                 |
| 2023 | Santo Maldito                 | Sérgio              |                               | Star+                 |
| 2023 | A Infância de Romeu e Julieta | Nilton              |                               | SBT                   |
| 2024 | Mania de Você                 | Leo Caravelli       | Episódios: "18–25 de outubro" | Rede Globo            |

### Cinema
| Ano  | Título                         | Personagem            |
| ---- | ------------------------------ | --------------------- |
| 2003 | Carandiru                      | Pimenta               |
| 2003 | O Homem do Ano                 | Ezequiel              |
| 2003 | Garotas do ABC                 |                       |
| 2005 | O Casamento de Romeu e Julieta | Torcedor na delegacia |
| 2008 | Bellini e o Demônio            | Zanqueta              |
| 2015 | A Despedida                    | Barman                |
| 2017 | O Matador                      | Irmão Miranda         |
| 2021 | Tormento                       | Queirós               |
| 2023 | Perlimps                       | Pai (voz)             |
| 2024 | Biônicos                       | Ricardo Silva         |